# Millbrook 27
Millbrook 27 är ett reservat i Kanada.   Det ligger i provinsen Nova Scotia, i den östra delen av landet, 1 000 km öster om huvudstaden Ottawa.
I omgivningarna runt Millbrook 27 växer i huvudsak blandskog. Runt Millbrook 27 är det glesbefolkat, med 9 invånare per kvadratkilometer.